# Šajinovac
Šajinovac – wieś w Bośni i Hercegowinie, w Federacji Bośni i Hercegowiny, w kantonie dziesiątym, w gminie Drvar. W 2013 roku liczyła 4 mieszkańców, z czego większość stanowili Serbowie.